# Hieracium berganum
Hieracium berganum es una especie de planta con flor del género Hieracium, de la familia Asteraceae, orden Asterales.

## Distribución
Hieracium berganum se distribuye por España.

## Taxonomía
Fue descrita científicamente por Arv.-Touv. Fue publicada en Hier. Gall. Hisp. Cat.: 167 (1913).